# Mario Segale
Mario Arnold Segale (Seattle, Washington, 30 de abril de 1934-Tukwila, Washington,  27 de octubre de 2018) fue un empresario y promotor inmobiliario estadounidense. Estuvo implicado en varios proyectos de desarrollo en el área de Seattle desde los años cincuenta. Es conocido porque de él venía el nombre de Mario, personaje de Nintendo.

## Legado en la saga de videojuegos de Mario
En 1981, Nintendo estaba utilizando uno de los bloques de oficinas de alquiler de Segale para utilizarlo como su sede en Estados Unidos. La empresa se encontraba al principio en una situación muy delicada, pero estaba preparando un gran hit con el lanzamiento americano de su juego arcade Donkey Kong. De acuerdo con un famoso rumor, en torno a esta época la compañía se había atrasado con el pago del alquiler de las oficinas, causando así una visita del enfadado Segale. Tras una acalorada discusión, Segale finalmente confió en la promesa del presidente de Nintendo of America, Minoru Arakawa, de que el alquiler sería pagado pronto, y se fue. Según la historia, Arakawa y los otros desarrolladores inmortalizaron en retorno por su confianza a Segale renombrando al personaje estrella de Donkey Kong, anteriormente conocido como Jumpman, a Mario.